# Kitulo-Plateau
Das Kitulo-Plateau ist eine alpine Graslandschaft im südlichen Hochland von Tansania, das zum größten Teil durch den Kitulo-Nationalpark geschützt ist. 

## Geografie
Das Kitulo-Plateau liegt über 2000 m hoch in den Kipengere-Bergen mit dem 2961 m hohen Mount Mtorwi im Osten und dem 2960 m hohen Mount Rungwe im Westen. Das Plateau ist bekannt für seine Blumenvielfalt. Es ist von der Stadt Mbeya zu Fuß gut zu erreichen, erfordert aber ein paar Tage, wirklich regenfeste Kleidung, eine vollständige Campingausrüstung, einen sehr warmen Schlafsack (nachts kann die Temperatur auf minus 7 Grad fallen), einen Kompass und einen GPS-Empfänger. Ein einheimischer Führer mit wenigstens einem Maultier empfiehlt sich hier dringend, ein stabiler Kreislauf auch. Auf dem Plateau gibt es keinerlei Gastronomie. Zu den Bergen hin ist das Gelände zerklüftet und sehr schwierig. Das Plateau selbst ist offenes Grasland und geographisch etwas einfacher. Wer zum Malawisee hin absteigen möchte, braucht eine vollständige hochalpine Bergsteigerausrüstung. Die Felswände fallen da über die längsten Strecken erst ins Tal, dann zum See hin senkrecht ab. Wer das Hochland bis zum Ruhuhu durchwandern möchte, sollte für diese 200 km gut drei Wochen einplanen und genaue Informationen einholen, an welcher Straße, in welchen Dörfern er Proviant aufnehmen kann. Denn besiedelt sind nur die Täler und von denen erst die tieferen Lagen.

## Landnutzung

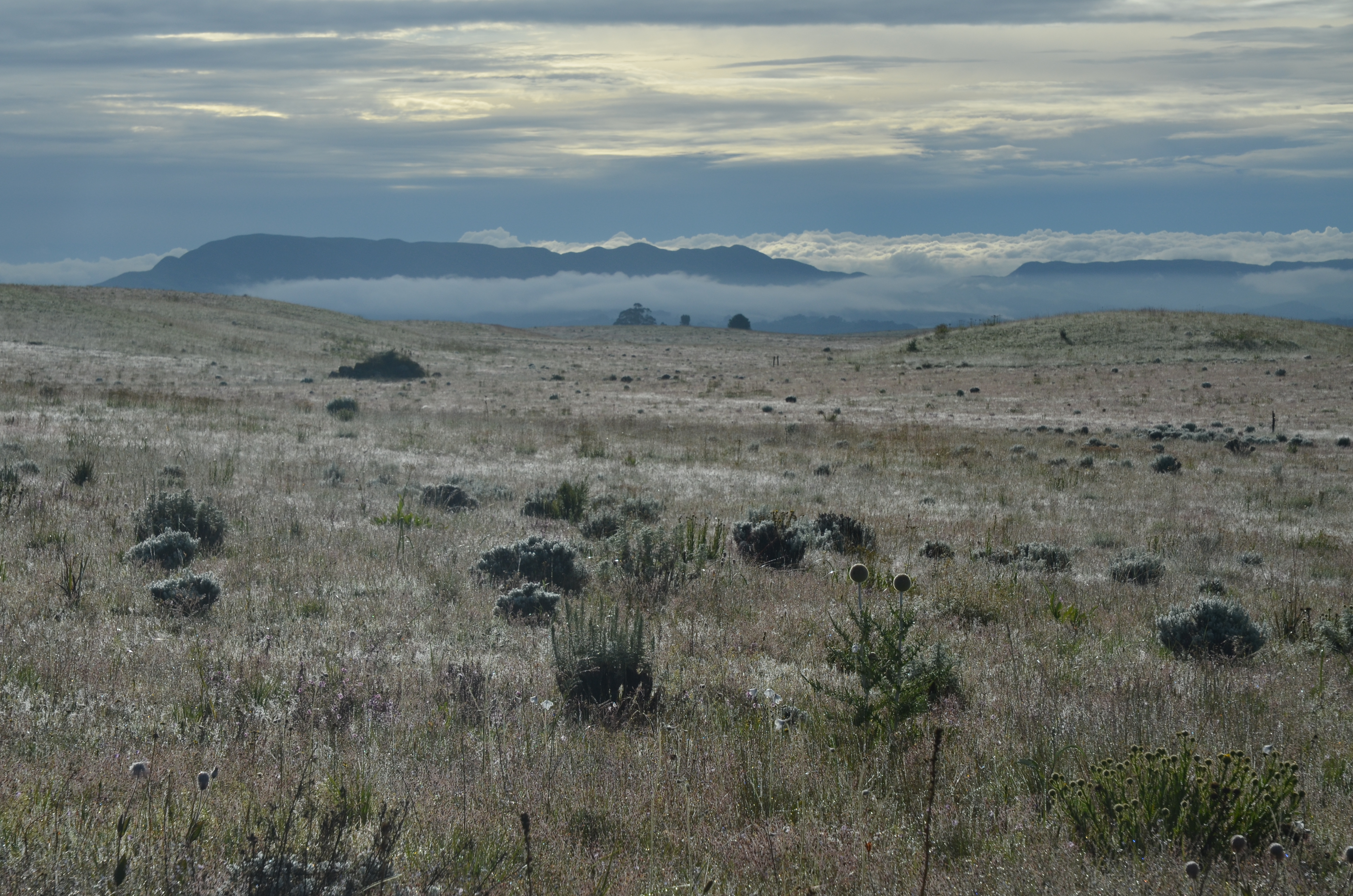
Offene Graslandschaft im Kitulo-Nationalpark

- Landwirtschaft: Um die staatliche Kitulo-Farm im südöstlichen Teil des Plateaus wird noch intensive Landwirtschaft (vor allem Milchkühe) betrieben.
- Kitulo-Nationalpark: Dieser Nationalpark ist ein naturgeschütztes Gebiet mit alpiner Graslandschaft und Bergwäldern in den Southern Highlands. Der Park umfasst ein Gebiet von 412 Quadratkilometern in der Region Mbeya.[1] Neben einem Großteil des Kitulo-Plateaus, umfasst der Park auch Teile der angrenzenden Livingstone-Wälder im gleichnamigen Gebirge sowie der Numbe Wälder im östlichen Teil. Der durch die TANAPA (tansanische Nationalparkverwaltung) verwaltete Nationalpark wurde am 16. September 2005 eingerichtet und war damit der erste Nationalpark in Ostafrika, der aufgrund seiner floristischen Bedeutung unter Schutz gestellt wurde.[2][3]